# Kyzyl-Suu
Kyzyl-Suu (in kirghiso Кызыл-Суу?, Kızıl-Suu), precedentemente conosciuta come Pokrovka, è una città in Kirghizistan, capoluogo del distretto di Žeti-Öguz.
L'insediamento è situato a circa 10 km dall'Ysyk-Köl sull'autostrada A363 tra il resort Žeti-Ögüz e il villaggio di Barskoon; la sua posizione all'imbocco della valle Čong Kyzyl-Suu  ("piccola acqua rossa") rende Kyzyl-Suu il punto di partenza per le spedizioni di trekking in zona.